# تنپیو-جینگو
تنپیو-جینگو (به ژاپنی: 天平神護 Tenpyō-jingo) نام عصر ژاپنی بود. این عصر بعد از تنپیو-هوجی و قبل از جینگو-کیئون قرار داشت و از ژانویه ۷۶۵ تا اوت ۷۶۷ به طول انجامید. در طی این عصر امپراتریس کوکن حکمران ژاپن بود.